# Prvenstvo LjNP 1936-1937
Il Prvenstvo Ljubljanske nogometne podzveze 1936./37. (it. "Campionato della sottofederazione calcistica di Lubiana 1936-37") fu la diciottesima edizione del campionato organizzato dalla Ljubljanska nogometna podzveza (LjNP).
Questa fu la terza edizione del Prvenstvo LjNP ad essere di seconda divisione, infatti la migliori squadra slovena (SK Lubiana) militava nel Državno prvenstvo 1936-1937, mentre il vincitore sottofederale avrebbe disputato gli spareggi per la promozione al campionato nazionale successivo.
Le squadre partecipanti furono 12: vennero divise in due gruppi le cui prime due classificate approdarono al quadrangolare finale.
Il vincitore fu lo Železničar Maribor, al suo primo titolo nella LjNP. Questa vittoria diede ai "ferrovieri" l'accesso agli spareggi per il campionato nazionale 1937-38.

## Prima fase

### Gruppo Lubiana
|  | Pos. | Squadra         | Pt | G  | V | N | P | GF | GS | QR    |                          |
|  | ---- | --------------- | -- | -- | - | - | - | -- | -- | ----- | ------------------------ |
|  | 1.   | Amater Trbovlje | 12 | 10 | 5 | 2 | 3 | 17 | 16 | 1,062 | Ammesso al girone finale |
|  | 2.   | Olimp Celje     | 11 | 10 | 3 | 5 | 2 | 17 | 18 | 0,944 | Ammesso al girone finale |
|  | 3.   | Kranj           | 10 | 10 | 4 | 2 | 4 | 24 | 18 | 1,333 |                          |
|  | 4.   | Slovan Lubiana  | 10 | 10 | 4 | 2 | 4 | 20 | 20 | 1,000 |                          |
|  | 5.   | Hermes Lubiana  | 9  | 10 | 4 | 1 | 5 | 14 | 20 | 0,700 |                          |
|  | 6.   | Reka Lubiana    | 8  | 10 | 3 | 2 | 5 | 18 | 18 | 1,000 |                          |

### Gruppo Maribor
|  | Pos. | Squadra            | Pt | G  | V | N | P | GF | GS | QR    |                          |
|  | ---- | ------------------ | -- | -- | - | - | - | -- | -- | ----- | ------------------------ |
|  | 1.   | Železničar Maribor | 14 | 10 | 7 | 0 | 3 | 34 | 14 | 2,428 | Ammesso al girone finale |
|  | 2.   | Celje              | 13 | 10 | 6 | 1 | 3 | 23 | 15 | 1,533 | Ammesso al girone finale |
|  | 3.   | 1.SŠK Maribor      | 13 | 10 | 6 | 1 | 3 | 21 | 15 | 1,400 |                          |
|  | 4.   | ČSK Čakovec        | 9  | 10 | 3 | 3 | 4 | 24 | 23 | 1,043 |                          |
|  | 5.   | Rapid Marburg      | 9  | 10 | 4 | 1 | 5 | 21 | 23 | 0,913 |                          |
|  | 6.   | Athletik Celje     | 2  | 10 | 1 | 0 | 9 | 7  | 40 | 0,175 |                          |

## Girone finale
|                   | Pos. | Squadra            | Pt | G | V | N | P | GF | GS | QR    |
| ----------------- | ---- | ------------------ | -- | - | - | - | - | -- | -- | ----- |
|                   | 1.   | Železničar Maribor | 12 | 6 | 6 | 0 | 0 | 36 | 5  | 7,200 |
|                   | 2.   | Celje              | 6  | 6 | 3 | 0 | 3 | 10 | 22 | 0,454 |
|                   | 3.   | Amater Trbovlje    | 4  | 6 | 2 | 0 | 4 | 9  | 22 | 0,409 |
|                   | 4.   | Olimp Celje        | 2  | 6 | 1 | 0 | 5 | 7  | 13 | 0,538 |
| Fonte: exyufudbal |      |                    |    |   |   |   |   |    |    |       |

Legenda:
      Campione della sottofederazione di Lubiana.
  Ammesso agli spareggi per il campionato nazionale 1937-38.
      Retrocesso nella classe inferiore.
Note:
Due punti a vittoria, uno a pareggio, zero a sconfitta.